# Oligodon meyerinkii
Espèce
Synonymes
- Simotes meyerinkii Steindachner, 1891

Statut de conservation UICN

 EN B2ab(iii) : En danger
Oligodon meyerinkii est une espèce de serpent de la famille des Colubridae.

## Répartition
Cette espèce se rencontre :
- aux Philippines, dans l'archipel de Sulu ;
- en Malaisie orientale, dans l’État de Sabah sur l'île de Bornéo.

Selon Malkmus la présence de cette espèce à Bornéo reste à confirmer.

## Publication originale
- Steindachner, 1891 : Über einige neue und seltene Reptilien- und Amphibienarten. Sitzungsberichte der Kaiserlichen Akademie der Wissenschaften, ser. 1, vol. 100, n. 14, p. 289-313 (texte intégral).